# Figlio mio, padre mio/Cielo di maggio cielo di giugno
Figlio mio, padre mio/Cielo di maggio cielo di giugno è il quinto singolo del cantautore italiano Ron (Rosalino Cellamare), pubblicato dalla It (catalogo ZT 7025) nel 1971.

## Descrizione
Figlio mio, padre mio, presente sul lato A del disco, è la versione italiana di Father and Son di Cat Stevens (Steven Demetre Georgiou); Cielo di maggio, cielo di giugno è il brano presente sul lato B del disco.

## Tracce
LATO A
1. Figlio mio, padre mio (Father and Son) – 3:33 (testo: Gianfranco Baldazzi-Sergio Bardotti – musica: Cat Stevens; edizioni musicali Aromando)

LATO B
1. Cielo di maggio cielo di giugno – 3:31 (testo: Gianfranco Baldazzi-Sergio Bardotti – musica: Rosalino Cellamare; edizioni musicali RCA, IT)